# Baleia-bicuda-de-perrin
A baleia-bicuda-de-perrin (Mesoplodon perrini) é um cetáceo da família dos zifiídeos (Ziphiidae) encontrado no Pacífico Norte na costa da América do Norte.